# ژان کاوایه
ژان کاوایه (به فرانسوی: Jean Cavaillès) (زاده ۱۵ مه ۱۹۰۳ در سن مکسان، درگذشته ۱۷ فوریه ۱۹۴۴ در آراس (پا دو کاله))، فیلسوف، مبارز و یک فهرمان جنبش مقاومت فرانسه بود. او پس از رهبری حملات به پایگاه نیروی دریایی آلمان در شمال فرانسه، در اوت ۱۹۴۳ مورد خیانت قرار گرفت و دستگیر شد و قبل از اعدام سخت شکنجه و زندان شد. نهایتاً او در فوریه ۱۹۴۴ توسط گشتاپو اعدام شد.
ژان کاوایه یکی از بنیانگذاران شبکه آزادی جنوب در دوران جنگ جهانی دوم بود و به شبکه مقاومت شمال پیوست.

## زندگی‌نامه
ژان در ۱۵ مه ۱۹۰۳ در سن مکسان دو-سور در جنوب غرب فرانسه به دنیا آمد، پدرش یک افسر، ارتش فرانسه بود. وی در خانواده‌ای بزرگ شد که در آن ارزش میهن‌پرستی و اصول مذهب پروتستان جاری بود. به عنوان یک دانش‌آموز برجسته در مدرسه ابتدایی و متوسطه در مون-دو-مارسان و بوردو تحصیلاتش را گذراند و سپس به کالج لوئی لو گراند رفت. در سال ۱۹۲۳ در آزمون ورودی اکول نرمال سوپریور نفر اول شد. در سال ۱۹۲۷، جایگاه چهارم را در فلسفه کسب کرد. او سال بعد، خدمت سربازی خود را به عنوان یک ستوان دوم در واحد اسلحه‌های سنگال، تکمیل کرد.

## مقاومت
ژان کاوایه در سال ۱۹۴۰ در کلرمون-فران به همراه لوسی اوبراک و امانوئل داستیه دو له ویژری جنبش آزادسازی جنوب را بنیانگذاری کرد. او همچنین در پایه‌گذاری روزنامه لیبراسیون کمک کرد تا مخاطبان بیشتری را به مقاومت جذب کند. اولین شماره این روزنامه در ژوئیه ۱۹۴۱ منتشر شد.
در سال ۱۹۴۱، او به عنوان استاد منطق و فلسفه علمی در دانشگاه سوربن منصوب شد. سپس در منطقه شمال در جنبش آزادسازی شمال فعالیت کرد. در سال ۱۹۴۲، به درخواست کریستین پینو، شبکه اطلاعاتی کوهور آستوری را برای انجام عملیات نظامی علیه نازی‌ها تشکیل داد.